# Юршино (Псковская область)
Юршино — деревня в Бережанской волости Островского района Псковской области.
Расположена на побережье реки Мошна (в 2 км от впадения в Великую), на автодороге М20, в 13 км к юго-востоку от центра города Остров.
Численность населения деревни по состоянию на 2000 год составляла 8 жителей.